# Intelsat 28
Intelsat 28 (vormals New Dawn) ist ein kommerzieller Kommunikationssatellit der in Luxemburg ansässigen Firma Intelsat.

## Geschichte
Er wurde am 22. April 2011 mit einer Ariane 5 vom Centre Spatial Guyanais aus zusammen mit Yahsat 1A in eine geostationäre Umlaufbahn gebracht.
Der Auftrag an Orbital zum Bau des Satelliten wurde Ende 2008 erteilt. Das Projekt wurde durch ein Joint Venture zwischen Intelsat mit einer südafrikanischen Investorengruppe unter Leitung der Firma Convergence Partners entwickelt. Die Gesamtkosten belaufen sich dabei auf etwa 250 Millionen US-Dollar, die zu 15 % durch Eigenkapital und 85 % per Kredit aufgebracht werden. Intelsat steuert dabei 75 % des Eigenkapitals bei.

## Technische Daten
Der dreiachsenstabilisierte Satellit ist mit 14 (laut anderer Quellen 16 oder 24) Ku- und 16 Transpondern (14 × 72 MHz loop-back + 2 × 72 MHz uplink nur cross-strapped, laut anderer Quelle 28) C-Band und zwei 2,5 × 2,7 m großen Antennen ausgerüstet und soll von der Position etwa 33° Ost aus den afrikanischen Kontinent mit Fernsehen und Breitband-Internet versorgen. Die Energieversorgung übernehmen vier Galliumarsenid-Solarzellenflächen und zwei 4,8 kWh Lithium-Ionen-Batterien. Intelsat 28 wurde auf Basis des STAR-2-Satellitenbus der Orbital Sciences gebaut und besitzt eine geplante Lebensdauer von 15 Jahren.